# Brnakot
Brnakot (o Brrnakot’/Brrnakot, in armeno Բռնակոթ) è un comune dell'Armenia, precisamente della provincia di Syunik; nel 2010, ovvero nell'ultimo censimento, si contavano 2.315 abitanti.